# Touit huetii
La cotorrita alirroja (Touit huetii), también denominada lorito de alas rojas y periquito frentinegro, es una especie de ave paseriforme de la familia Psittacidae que vive en Sudamérica.

## Descripción
La cotorrita alirroja mide unos 15 cm de largo. Cuando está posada aparenta ser un loro de plumaje prácticamente verde, con la frente negra que se difumina en azul hacia el inicio de las mejillas. Pero al desplegar las alas muestra sus extremos y partes inferiores azules y las coberteras secundarias inferiores de color rojo intenso. Su pico es amarillento y tienen anillos oculares blancos. La base de su cola es amarilla y los machos presentan las plumas laterales de la cola rojas.

## Distribución y hábitat
Se encuentra distribuido de forma discontinua en tres regiones muy separadas del subcontinente sudamericano. Está presente en Bolivia, Brasil, Colombia, Ecuador, Guyana, Perú, Trinidad y Tobago y Venezuela.
Su hábitat natural es el dosel de los márgenes de las selvas húmedas tropicales de regiones bajas, hasta 400 m de altitud.